# Motor Trend 500 1965
Motor Trend 500 1965 var ett stockcarlopp ingående i Nascar Grand National Series (nuvarande Nascar Cup Series) som kördes 17 januari 1965 på den 2,7 mile (4,345 meter) långa road course-banan Riverside International Raceway i Riverside i Kalifornien. Totalt avverkades 499,5 miles (803,867 km)  fördelat på 185 varv. Banunderlaget var asfalt. Loppet vanns av Dan Gurney i en Ford på tiden 5:41.42 körande för Wood Brothers Racing. Gurneys snitthastighet uppgick till 87,708 mph. Prispotten uppgick till 53 490 dollar, varav 13 625 dollar gick till segraren.

## Resultat
| Plc     | Nr  | Förare          | Team/ bilägare              | Konstruktör | Start | Varv | Ledda varv |
| ------- | --- | --------------- | --------------------------- | ----------- | ----- | ---- | ---------- |
| 1       | 121 | Dan Gurney      | Wood Brothers Racing        | Ford        | 11    | 185  | 126        |
| 2       | 27  | Junior Johnson  | Junior Johnson & Associates | Ford        | 1     | 185  | 11         |
| 3       | 121 | Marvin Panch    | Wood Brothers Racing        | Ford        | 5     | 184  | 0          |
| 4       | 06  | Darel Dieringer | i.u.                        | Ford        | 16    | 181  | 0          |
| 5       | 5   | Gene Davis      | Bill Groves                 | Mercury     | 15    | 177  | 0          |
| 6       | 98  | Eddie Gray      | Ralph Shelton               | Mercury     | 35    | 176  | 0          |
| 7       | 45  | Scotty Cain     | Bill Clifton                | Mercury     | 8     | 172  | 0          |
| 8       | 17  | Sam Stanley     | Irwin Sandlin               | Mercury     | 37    | 172  | 0          |
| 9       | 88  | Buck Baker      | Buck Baker Racing           | Dodge       | 18    | 171  | 0          |
| 10      | 00  | A.J. Foyt       | Holman Moody                | Ford        | 12    | 169  | 12         |
| 11      | 12  | Jerry Grant     | Tom Friedkin                | Ford        | 17    | 167  | 0          |
| 12      | 4   | Roy Tyner       | Roy Tyner                   | Chevrolet   | 22    | 164  | 0          |
| 13      | 0   | Nat Reeder      | Nat Reeder                  | Chevrolet   | 38    | 160  | 0          |
| 14      | 6   | Ed Brown        | Coz Concilla                | Oldsmobile  | 23    | 151  | 0          |
| 15      | 100 | Dick Guldstrand | Bob McDonald                | Chevrolet   | 20    | 151  | 0          |
| 16      | 711 | Bob Connor      | Howard York                 | Mercury     | 36    | 115  | 0          |
| 17      | 71  | Sam McQuagg     | James Racing                | Ford        | 28    | 97   | 0          |
| 18      | 9   | Bill Amick      | Dick Nile                   | Mercury     | 6     | 95   | 0          |
| 19      | 11  | Ned Jarrett     | Bondy Long                  | Ford        | 3     | 94   | 0          |
| 20      | 1   | Skip Hudson     | i.u.                        | Ford        | 13    | 90   | 0          |
| 21      | 43  | Fritz Wilson    | Fritz Wilson                | Plymouth    | 33    | 84   | 0          |
| 22      | 60  | Doug Cooper     | Bob Cooper                  | Ford        | 21    | 80   | 0          |
| 23      | 76  | Larry Frank     | Larry Frank                 | Ford        | 14    | 65   | 0          |
| 24      | 28  | Fred Lorenzen   | Holman Moody                | Ford        | 4     | 55   | 0          |
| 25      | 58  | Doug Moore      | Doug Moore                  | Ford        | 25    | 51   | 0          |
| 26      | 84  | Al Self         | Al Self                     | Ford        | 30    | 49   | 0          |
| 27      | 611 | Dick Bown       | Brown Racing                | Plymouth    | 9     | 47   | 0          |
| 28      | 33  | Bob Bondurant   | Clem Proctor                | Ford        | 10    | 47   | 0          |
| 29      | 2   | Bobby Allison   | Bobby Allison Motorsports   | Ford        | 41    | 41   | 0          |
| 30      | 14  | Joe Clark       | Bob Bristol                 | Mercury     | 32    | 41   | 0          |
| 31      | 29  | Dick Hutcherson | Holman Moody                | Ford        | 7     | 40   | 0          |
| 32      | 15  | Parnelli Jones  | Stroppe Motorsports         | Mercury     | 2     | 37   | 36         |
| 33      | 67  | Jim Cook        | Floyd Johnson               | Mercury     | 19    | 36   | 0          |
| 34      | 19  | Bob Thompson    | i.u.                        | Mercury     | 39    | 19   | 0          |
| 35      | 18  | Bill Boldt      | i.u.                        | Mercury     | 40    | 19   | 0          |
| 36      | 20  | Bill Meyer      | i.u.                        | Ford        | 31    | 16   | 0          |
| 37      | 111 | Johnny Steele   | Johnny Steele               | Ford        | 26    | 14   | 0          |
| 38      | 10  | Don Walker      | i.u.                        | Ford        | 34    | 14   | 0          |
| 39      | 53  | Billy Cantrell  | i.u.                        | Chevrolet   | 24    | 2    | 0          |
| 40      | 38  | Charles Powell  | i.u.                        | Pontiac     | 42    | 1    | 0          |
| 41      | 48  | Bruce Worrell   | Bruce Worrell               | Chevrolet   | 29    | 1    | 0          |
| 42      | 61  | Bob Perry       | i.u.                        | Pontiac     | 27    | 1    | 0          |
| 43      | 23  | Dave James      | i.u.                        | Mercury     | 43    | 1    | 0          |
| Källor: |     |                 |                             |             |       |      |            |